# タマゴタケモドキ
タマゴタケモドキ（卵茸擬、学名: Amanita subjunquillea）は、ハラタケ目テングタケ科テングタケ属の中型のキノコ。外観がキタマゴタケによく似ているため誤食されやすい毒キノコの一つ。形態的な特徴や毒成分から、猛毒キノコのタマゴテングタケに近縁の種である。

## 名前
和名「タマゴタケモドキ」は子実体がタマゴタケによく似ているが違う種類である（モドキ）ということを示す分類学的な名前になっている。種小名 subjunquillea は「junquiellea に近い」という意味で Amanita junquiellea という種に似ていることからの命名で、命名者は和名学名共に菌類学者の今井三子（1900-1976）。
Amanita junquiellea は現在欧米産のウスキテングタケ（Amanita gemmata）のシノニムの一つになっている。上記類似種の画像の通り傘の色合いが似ている。junquiellea 自体はおそらくはスペイン原産で葉がヨシ（ラテン語でjonquil）のように細く黄色い花を咲かせるスイセンの一種 Narcissus jonquilla（英語名: jonquil）の花の色に似ていることに因むと思われる。白色変種 Amanita subjunquillea var. alba の変種名 alba はラテン語で「白い」という意味があり、この変種の色に因む。
中国語名は黄盖鹅膏菌（黄色い傘を持つテングタケ）で色に由来。英語名は East Asian death cap（東アジアの死の傘）で近縁種で猛毒のタマゴテングタケの英語名 Death cap に分類学的に近いことを表す名前となっている。
名前からは食用であるタマゴタケに似た印象があるが、条線が現れない点など形態分類的にはタマゴテングタケに近く同様に猛毒である。村上康明は「現在のタマゴタケモドキに『タマゴテングタケモドキ』と名付けるべきであった」と述べている。なお、和名がタマゴテングタケモドキという別種 Amanita longistriata が存在するが、この種は傘には条線が現れ、胞子がヨウ素水溶液と反応しないなど、分類学的にはタマゴテングタケよりもむしろタマゴタケに近いものとされている。

## 生態
原記載のImai(1933)では模式標本は北海道石狩地方で地上から発生しているものを採取したことになっているが、周囲の樹種等については記載がない。外征菌根菌。他のテングタケ科同様に樹木の根と外生菌根を形成し栄養や抗生物質のやり取りなどを行う共生関係にあると考えられている。子実体は林床から発生し、日本では初夏から晩秋にかけてに多い。

### 分布
現在のところ日本、中国東北部などの東アジア、ロシア沿海州、東南アジアから知られている。夏から秋にかけて、ブナ科を主とする広葉樹林、あるいはトウヒなどの針葉樹林の地上に生える。

## 形態
子実体はハラタケ型（agaricoid）で全体的に黄色である。中型菌で傘の直径は3–7センチメートル (cm) 程度。テングタケ属に特徴的なschizohymenial development（和名未定）という発生様式を採り、卵状の構造物内に子実体が形成され、成長と共にこれを破って出てくる。この発生様式の名残で根元には明瞭なツボを持つ。
傘ははじめ円錐形で、のちに平らに開く。表面の色はくすんだ橙黄色から淡黄色、全体に均一、もしくは中心部がやや濃色で辺縁部はそれより薄い場合もある。多少放射状の繊維紋があらわれるが、傘の縁の条線はない。湿っているときは粘性があり、ツボの名残が付着する場合もある。ヒダは白色でやや密、柄に対しては離生する。柄は白色から淡黄色で、黄色から黄褐色の繊維状小鱗片を帯びるか、ささくれ状になる。色とだんだら模様は個体差が大きく、黄色で明瞭な模様のものもあれば、白地に黄色の鱗片が塗されたようになり模様は不明瞭のものもある。柄の上部にはツバあり、膜質で白色。柄の基部はふくらみ、白色から褐色を帯びるツボがあり、膜質で袋状である。肉は白色で表皮下は黄色を帯びる。胞子はヨウ素水溶液で青変（アミロイド性）
Amanita subjunquillea var. albaという子実体全体が白色の変種が知られている。

## 毒性
ドクツルタケやタマゴテングタケと同様の中毒症状を起こし、死亡例もある毒キノコとして知られる。毒成分はアマトキシン類（アマニタトキシンと呼ばれる場合もある）。

### 症状
中毒症状は摂食後数時間で激しい胃腸系の中毒症状が現れ、嘔吐や下痢（コレラ的ともいわれる水のような下痢）があリ、いったん症状が治まるため回復期（4日から1週間）を挟んだ後に、肝臓や腎臓
、黄疸、胃腸からの出血など内臓細胞が破壊されて、多臓器不全で死亡する症例が多いという。

### 診断と治療
問診および食べ残しや採取場所での類似種を採取しての分析による食べたキノコの推定、血液分析によるアマトキシン類の検出など。また、解剖の結果イヌでは回腸（小腸の後半）に出血、人では結腸（大腸の一部）に粘液便があることなども中毒の特徴だという。肝機能の低下により肝臓で除去されるはずの毒素や老廃物が分解されず肝性脳症を発症することもある。
なお、他のキノコ中毒同様にキノコを喫食したことを医師に告げずに医療機関を受診することで、適切な治療が受けられず重症化した例がある。

### 中毒事例
日本では1980年（昭和55年）に神奈川県で山梨県産の本種と思われるきのこを食べて中毒した事例が報告されており、このころから猛毒の可能性が指摘されていた。その後、1989年（平成元年）と2006年（平成18年）に北海道で本種の誤食による死亡事故が起きているほか、数年から10年に一度程度の頻度で本種による誤食事故（種類は推定を含む）が報告されている。中国でも本種の誤食による死亡事故がしばしば報告されている。

## 類似種
タマゴタケ類は白色のツボを持つが、傘が鮮やかな赤色で条線も現れる。また、日本で一般的に採取される種類に関してはひだとツバの色は黄色である。
キタマゴタケ（Amanita javanica）は傘が黄色であり、ヒダの色も黄色であること（柄は本種でもかなり黄色くなる個体があり注意）、傘に条線が現れることなどから区別できる。柄にはだんだら模様があり、ツボが深い。比較的南方系の種でカシやシイなどの常緑ブナ科林に発生する。キタマゴタケは食用扱いされるが、本種および後述のタマゴテングタケとの誤食リスクを考えると推奨される種ではない。
ベニテングタケ（ Amanita muscaria）やウスキテングタケ（Amanita orientogemmata）は傘の色味などが本種に似るが、傘に条線が出る。傘には外皮膜の破片（いぼ）が多数付着するが、いぼは雨の衝撃などで流失しやすいので注意。いずれもテングタケ節に属し外皮膜が本種と比べると脆く、ツボの形状も不完全なものである。
タマゴテングタケ（Amanita phalloides）は傘が黄色味を帯びており条線が無いなどの点が似ているが、傘にかすり模様が現れる点や全体的に子実体もしっかりとしている。正確な同定は胞子などの観察が必要。ドクツルタケ（Amanita virosa）は傘に条線があられない点などが同じだが、傘を含む子実体全体が白色である。また、前述の様に本種には白色変種が知られており、ドクツルタケやシロタマゴテングタケ（Amanita verna）などと混同されている可能性が高い。
タマゴタケ類や林床に発生する黄色いシメジ類との誤判定による中毒事故が多いといわれる。食用を目的とした採取の時はひだの色合いやツボやツバや傘の条線有無を確認して判定することが求められる。

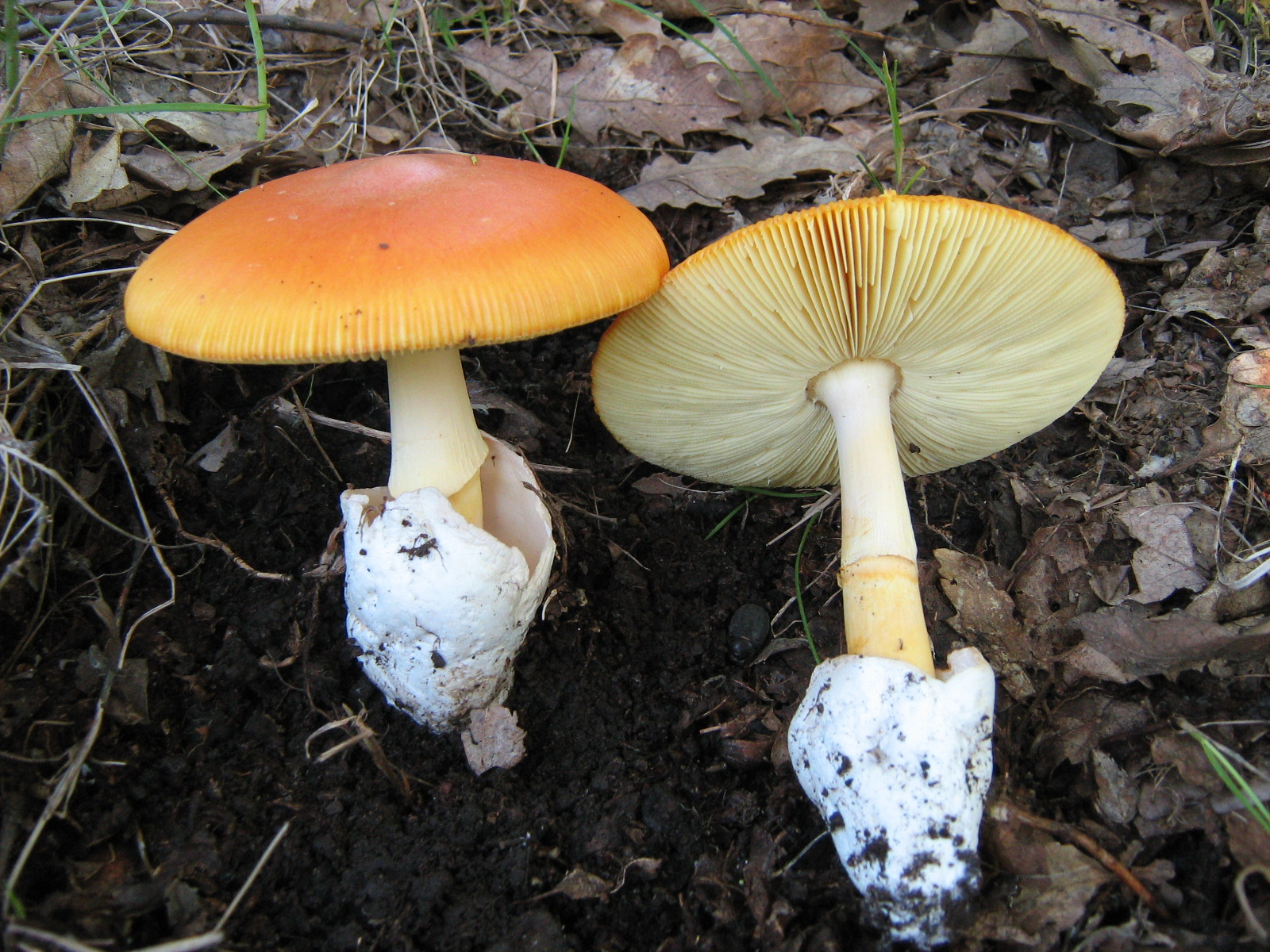
参考：ひだが黄色で傘には条線が現れるタマゴタケ類
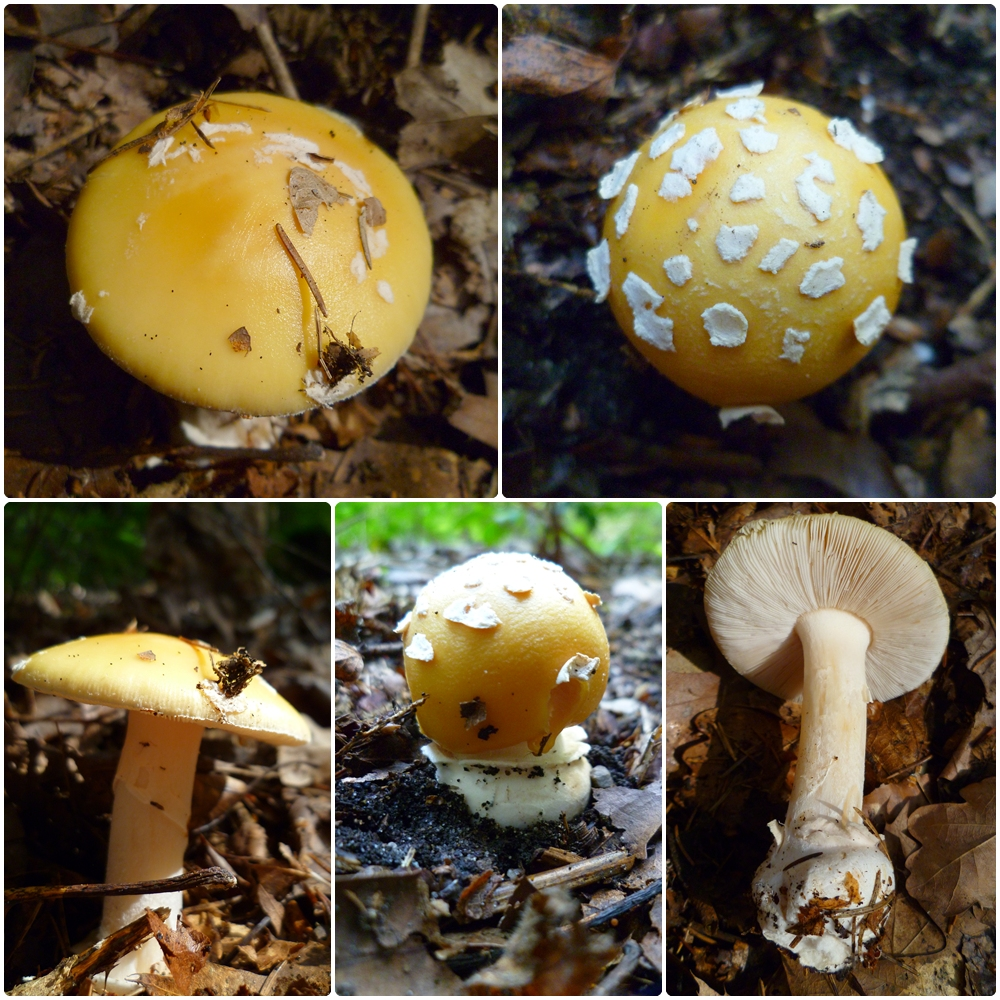
参考：ウスキテングタケ（欧米型A. gemmata）
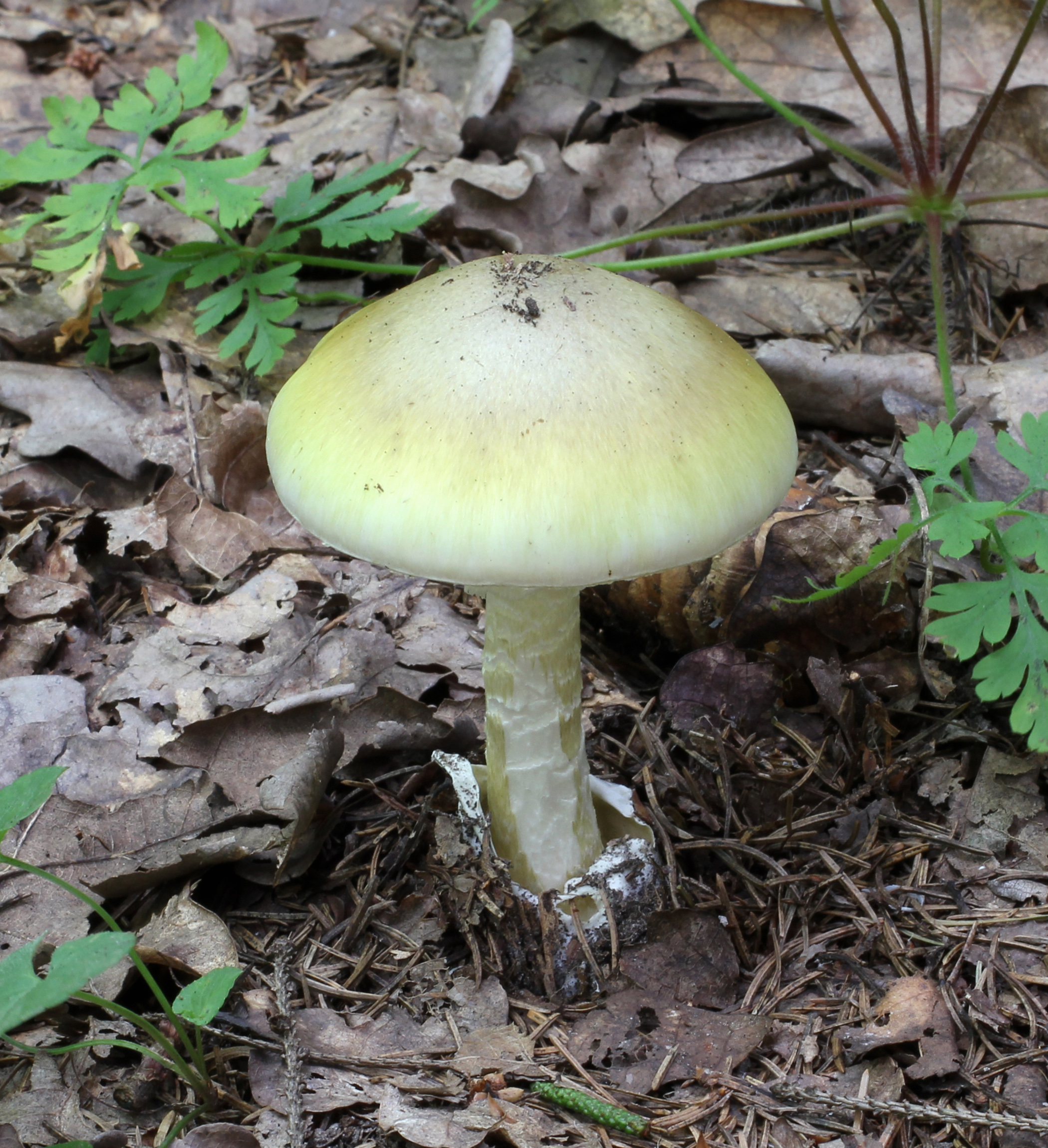
参考：傘にかすり模様が現れるタマゴテングタケ
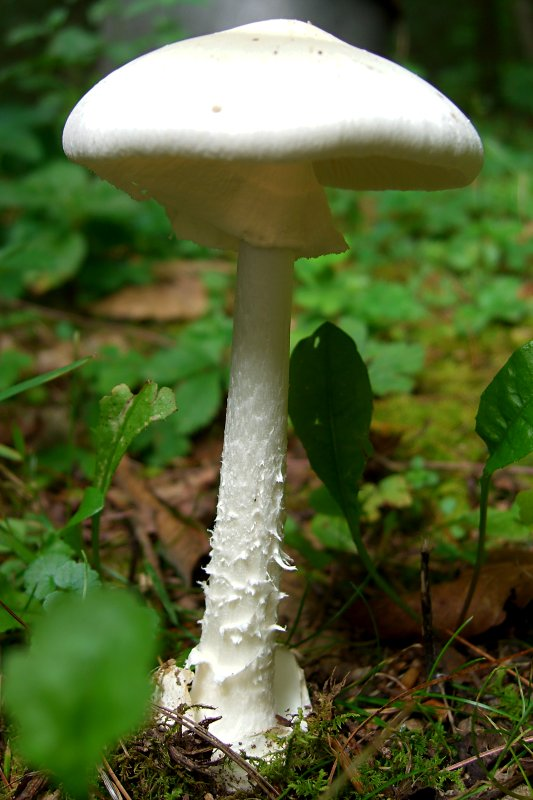
参考：ドクツルタケ
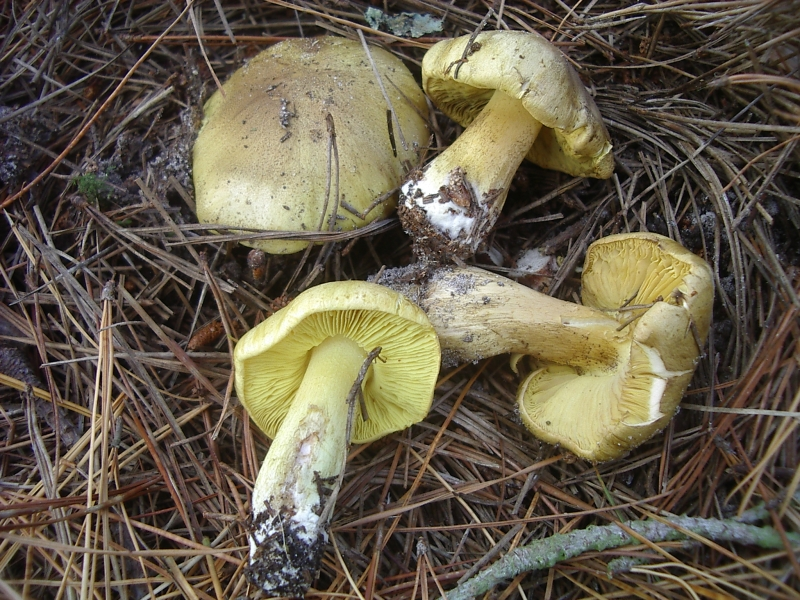
参考:シモコシ（Tricholoma auratum）
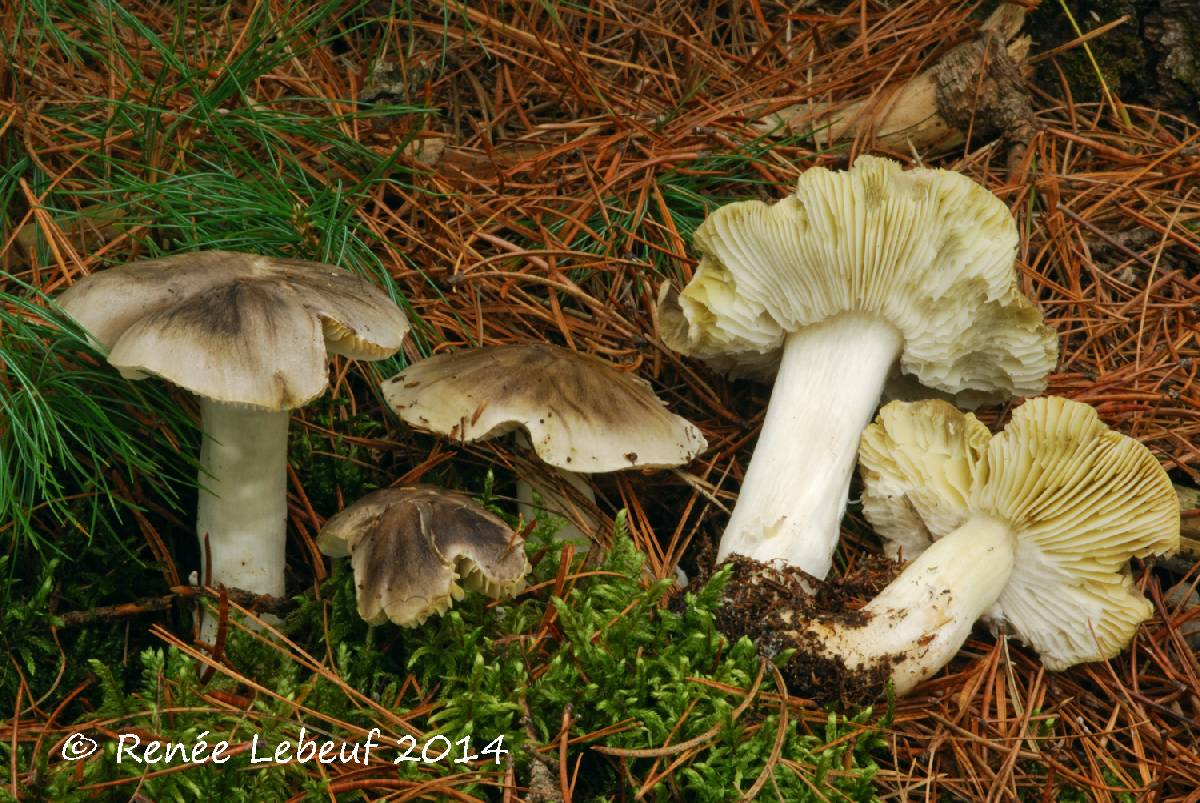
参考：シモフリシメジ（Tricholoma portentosum）